# Acetylcyanid
Acetylcyanid ist eine chemische Verbindung aus der Gruppe der Nitrile.

## Darstellung
Die früheste Synthese wurde von Hans Hübner 1861 berichtet. Acetylchlorid wurde mit Silbercyanid zwei Stunden bei 100 °C zum Rückfluss erhitzt. Dies führt theoretisch zu quantitativem Umsatz unter stöchiometrisch anfallendem Silberchlorid als Nebenprodukt.
Mit der Motivation der Gewinnung von α-Ketosäuren gelang Claisen im Jahr 1887 die Synthese von Acetylcyanid durch Wasserabspaltung aus 2-Oxopropanaloxim.

## Verwendung
Wie auch Benzoylcyanid kann Acetylcyanid zur selektiven Acylierung von OH-Gruppen in Kohlenhydraten oder allgemein in Polyolen verwendet werden. Dabei sind die sauersten, axialen OH-Gruppen am reaktivsten, sogar reaktiver als primäre OH-Gruppen. Forscher der Universität Konstanz konnten 2016 zeigen, dass dieser sogenannte Cyanid-Effekt durch doppelte Wasserstoffbrückenbindung vom Polyol zum Cyanidion zustande kommt, nachdem durch den Katalysator DMAP Dissoziation des Acetylcyanids eingetreten ist. Weil diese Reaktion kinetisch kontrolliert ist, ist die Selektivität bei Durchführung in tiefkalter Lösung am höchsten. Jedoch können mitunter selbst bei Raumtemperatur gute Ergebnisse erzielt werden. Die Selektivität ist hierbei umgekehrt als bei Anhydriden als Acylierungsmittel und in der Höhe vergleichbar.

## Externe Links zu erwähnten Verbindungen
1. ↑  Externe Identifikatoren von bzw. Datenbank-Links zu 2-Oxopropanaloxim:  CAS-Nr.: 31915-82-9, EG-Nr.: 628-911-4, ECHA-InfoCard: 100.157.142, PubChem: 6399095, Wikidata: Q72499036.